# Campeonato Mundial de Atletismo de 2019 - Arremesso de peso masculino
A competição do arremesso de peso masculino no Campeonato Mundial de Atletismo de 2019 foi realizada no Estádio Internacional Khalifa, em Doha, no Catar, entre os dias 3 e 5 de outubro.

## Recordes
Antes da competição, os recordes eram os seguintes: 
| Recorde mundial                               | Randy Barnes (USA)     | 23.12 | Westwood, Estados Unidos   | 20 de maio de 1990   |
| Recorde do campeonato                         | Werner Günthör (SUI)   | 22.23 | Roma, Itália               | 29 de agosto de 1987 |
| Recorde do ano                                | Ryan Crouser (USA)     | 22.74 | Long Beach, Estados Unidos | 20 de abril de 2019  |
| Recorde africano                              | Janus Robberts (RSA)   | 21.97 | Eugene, Estados Unidos     | 2 de junho de 2001   |
| Recorde asiático                              | Sultan Al-Hebshi (KSA) | 21.13 | Doha, Catar                | 8 de maio de 2009    |
| Recorde da América do Norte, Central e Caribe | Randy Barnes (USA)     | 23.12 | Westwood, Estados Unidos   | 20 de maio de 1990   |
| Recorde da América do Sul                     | Darlan Romani (BRA)    | 22.61 | Palo Alto, Estados Unidos  | 30 de junho de 2019  |
| Recorde europeu                               | Ulf Timmermann (GDR)   | 23.06 | Chania, Grécia             | 22 de maio de 1988   |
| Recorde da Oceania                            | Tomas Walsh (NZL)      | 22.67 | Auckland, Nova Zelândia    | 25 de março de 2018  |

Os seguintes recordes mundiais ou olímpicos foram estabelecidos durante esta competição:
| Data         | Evento | Atleta           | Distância | Notas                 |
| ------------ | ------ | ---------------- | --------- | --------------------- |
| 5 de outubro | Final  | Joe Kovacs (USA) | 22.91     | Recorde do campeonato |
| 5 de outubro | Final  | Tom Walsh (NZL)  | 22.90     | Recorde da Oceania    |

## Medalhistas
| Ouro             | Prata              | Bronze          |
| Joe Kovacs (USA) | Ryan Crouser (USA) | Tom Walsh (NZL) |

## Tempo de qualificação
| Tempo de qualificação |
| --------------------- |
| 20.70 m               |

## Calendário
| Data                 | Horário | Fase         |
| -------------------- | ------- | ------------ |
| 3 de outubro de 2019 | 19:20   | Qualificação |
| 5 de outubro de 2019 | 20:05   | Final        |

Todos os horários estão no horário local (UTC+3)

## Resultados

### Qualificação
Qualificação: 20.90 m (Q) ou as 12 melhores performances (q). 
| Pos. | Grupo | Atleta                  | Nacionalidade            | Tentativa | Tentativa | Tentativa | Marca | Notas                |
| Pos. | Grupo | Atleta                  | Nacionalidade            | 1         | 2         | 3         | Marca | Notas                |
| ---- | ----- | ----------------------- | ------------------------ | --------- | --------- | --------- | ----- | -------------------- |
| 1    | A     | Tomas Walsh             | Nova Zelândia            | 21.92     |           |           | 21.92 | Q                    |
| 2    | A     | Darlan Romani           | Brasil                   | 21.69     |           |           | 21.69 | Q                    |
| 3    | B     | Ryan Crouser            | Estados Unidos           | 21.67     |           |           | 21.67 | Q                    |
| 4    | A     | Armin Sinančević        | África do Sul            | 20.48     | 21.51     |           | 21.51 | Q,                   |
| 5    | A     | Darrell Hill            | Estados Unidos           | 21.25     |           |           | 21.25 | Q                    |
| 6    | A     | Konrad Bukowiecki       | Polónia                  | 21.16     |           |           | 21.16 | Q                    |
| 7    | B     | Jacko Gill              | Nova Zelândia            | 21.12     |           |           | 21.12 | Q                    |
| 8    | A     | Tomáš Staněk            | Chéquia                  | 20.43     | 20.73     | 21.02     | 21.02 | Q                    |
| 9    | B     | Filip Mihaljević        | Croácia                  | 21.00     |           |           | 21.00 | Q                    |
| 10   | A     | Tim Nedow               | Canadá                   | 20.51     | 20.53     | 20.94     | 20.94 | Q                    |
| 11   | A     | Chukwuebuka Enekwechi   | Nigéria                  | 20.12     | 20.94     |           | 20.94 | Q                    |
| 12   | B     | Joe Kovacs              | Estados Unidos           | 20.92     |           |           | 20.92 | Q                    |
| 13   | A     | Leonardo Fabbri         | Itália                   | x         | 20.75     | x         | 20.75 |                      |
| 14   | B     | Mostafa Amr Hassan      | Egito                    | 20.23     | 20.55     | x         | 20.55 |                      |
| 15   | A     | Jakub Szyszkowski       | Polónia                  | 20.55     | x         | 19.85     | 20.55 |                      |
| 16   | B     | Michał Haratyk          | Polónia                  | 20.44     | 20.52     | 20.11     | 20.52 |                      |
| 17   | B     | Andrei Gag              | Roménia                  | 20.50     | 18.91     | x         | 20.50 |                      |
| 18   | B     | Tejinder Pal Singh Toor | Índia                    | 20.43     | x         | 19.55     | 20.43 | Recorde da temporada |
| 19   | B     | Wictor Petersson        | Suécia                   | 20.31     | x         | x         | 20.31 |                      |
| 20   | B     | Mesud Pezer             | Bósnia e Herzegovina     | 20.17     | x         | 19.55     | 20.17 |                      |
| 21   | A     | Eldred Henry            | Ilhas Virgens Britânicas | 19.31     | x         | 20.13     | 20.13 |                      |
| 22   | A     | O'Dayne Richards        | Jamaica                  | 19.75     | 19.02     | 20.07     | 20.07 |                      |
| 23   | B     | Denzel Comenentia       | Países Baixos            | x         | 20.03     | 19.64     | 20.03 |                      |
| 24   | B     | Orazio Cremona          | África do Sul            | x         | x         | 19.98     | 19.98 |                      |
| 25   | A     | Mohamed Magdi Hamza     | Egito                    | x         | 19.91     | x         | 19.91 |                      |
| 26   | B     | Bob Bertemes            | Luxemburgo               | x         | 19.40     | 19.89     | 19.89 |                      |
| 27   | B     | Asmir Kolašinac         | Sérvia                   | 19.78     | x         | 19.86     | 19.86 |                      |
| 28   | A     | Maksim Afonin           | Atletas Neutros          | 19.76     | 19.55     | 19.82     | 19.82 |                      |
| 29   | B     | Franck Elemba           | República do Congo       | 19.43     | 19.76     | 19.59     | 19.76 | Recorde da temporada |
| 30   | A     | Ivan Ivanov             | Cazaquistão              | 19.57     | 19.73     | x         | 19.73 |                      |
| 31   | B     | Aleksandr Lesnoy        | Atletas Neutros          | 19.43     | 19.62     | x         | 19.62 |                      |
| 32   | B     | Francisco Belo          | Portugal                 | 18.99     | x         | 19.52     | 19.52 |                      |
| 33   | A     | Kemal Mešić             | Bósnia e Herzegovina     | 19.49     | 19.19     | 19.44     | 19.49 |                      |
| 34   | B     | Uziel Muñoz             | México                   | x         | x         | 19.06     | 19.06 |                      |
| 35   | A     | Kristo Galeta           | Estónia                  |           |           |           | DNS   |                      |

### Final
A final ocorreu dia 5 de outubro às 20:05. 
| Pos.              | Atleta                | Nacionalidade  | Tentativa | Tentativa | Tentativa | Tentativa | Tentativa | Tentativa | Marca | Notas                 |
| Pos.              | Atleta                | Nacionalidade  | 1         | 2         | 3         | 4         | 5         | 6         | Marca | Notas                 |
| ----------------- | --------------------- | -------------- | --------- | --------- | --------- | --------- | --------- | --------- | ----- | --------------------- |
| Medalha de ouro   | Joe Kovacs            | Estados Unidos | 20.90     | 21.63     | 21.24     | 21.95     | 21.94     | 22.91     | 22.91 | Recorde do campeonato |
| Medalha de prata  | Ryan Crouser          | Estados Unidos | 22.36     | x         | 22.36     | 22.71     | x         | 22.90     | 22.90 | Recorde pessoal       |
| Medalha de bronze | Tomas Walsh           | Nova Zelândia  | 22.90     | x         | x         | x         | 22.56     | x         | 22.90 | Recorde da Oceania    |
| 4                 | Darlan Romani         | Brasil         | 21.61     | 22.53     | 22.03     | 22.13     | x         | x         | 22.53 |                       |
| 5                 | Darrell Hill          | Estados Unidos | 20.58     | 21.38     | 21.65     | x         | 21.23     | x         | 21.65 |                       |
| 6                 | Konrad Bukowiecki     | Polónia        | 20.73     | 21.46     | x         | 20.36     | x         | x         | 21.46 |                       |
| 7                 | Jacko Gill            | Nova Zelândia  | 21.41     | 21.27     | 20.74     | x         | 21.01     | 21.45     | 21.45 |                       |
| 8                 | Chukwuebuka Enekwechi | Nigéria        | 21.18     | x         | 20.90     | 20.98     | 20.59     | 21.01     | 21.18 |                       |
| 9                 | Tim Nedow             | Canadá         | x         | 20.50     | 20.85     |           |           |           | 20.85 |                       |
| 10                | Tomáš Staněk          | Chéquia        | 20.61     | 20.79     | 20.46     |           |           |           | 20.79 |                       |
| 11                | Filip Mihaljević      | Croácia        | 20.33     | 20.38     | 20.48     |           |           |           | 20.48 |                       |
| 12                | Armin Sinančević      | Sérvia         | x         | x         | x         |           |           |           | NM    |                       |

Legenda
| Recorde mundial       | Recorde mundial (World record)               |                       | Recorde africano                      | Recorde africano (African) |                                           | Q | Classificado por posição (Qualified) |
| Recorde do campeonato | Recorde do campeonato (Championship record)  | Recorde da América    | Recorde da América (Americas)         | q                          | Classificado por melhor tempo (Qualified) |   |                                      |
| Melhor marca do ano   | Melhor marca do ano (World leading)          | Recorde asiático      | Recorde asiático (Asian)              | DNS                        | Não largou (Did not start)                |   |                                      |
| Recorde nacional      | Recorde nacional (National record)           | Recorde europeu       | Recorde europeu (European)            | DNF                        | Não terminou (Did not finish)             |   |                                      |
| Recorde pessoal       | Recorde pessoal do atleta (Personal best)    | Recorde da Oceania    | Recorde da Oceania (Oceania)          | DSQ / DQ                   | Desclassificado (Disqualified)            |   |                                      |
| Recorde da temporada  | Recorde da temporada do atleta (Season best) | Recorde sul-americano | Recorde sul-americano (South America) | NM                         | Sem marca (No mark)                       |   |                                      |